# Pradillo
Pradillo tỉnh và cộng đồng tự trị La Rioja, phía bắc Tây Ban Nha. Đô thị này có diện tích là 10,28 ki-lô-mét vuông, dân số năm 2009 là 68 người với mật độ 6,61 người/km². Đô thị này có cự ly 40 km so với Logroño.